# The Bugs Bunny Crazy Castle
The Bugs Bunny Crazy Castle, conosciuto in Giappone come Roger Rabbit (ロジャーラビット?, Rojā Rabitto) per il Famicom Disk System, è un videogioco del 1989 di tipo azione e rompicapo sviluppato dalla Kemco per il NES. È stato commercializzato anche per il Game Boy in Giappone come Mickey Mouse (ミッキーマウス?, Mikkī Mausu) e in Nord America con lo stesso nome della versione americana per il NES. È il primo gioco nella serie Crazy Castle prodotta dalla Kemco. 
Esistono quindi tre versioni differenti interpretate da tre diversi personaggi: Bugs Bunny, Roger Rabbit e Topolino, tutte del 1989. Una prima versione di prova del gioco ha come titolo Bugs Bunny Fun House.

## Modalità di gioco
Nelle versioni occidentali, l'obiettivo del gioco è guidare Bugs attraverso una serie di sessanta stanze collezionando carote per salvare Honey Bunny mentre quattro farabutti sorvegliano il castello: Gatto Silvestro, Daffy Duck, Yosemite Sam e Willy il Coyote. Nella versione per Game Boy Honey Bunny non è presente.
Anche se è un videogioco a piattaforme, Crazy Castle differisce dai titoli tradizionali come Super Mario Bros. in quanto Bugs Bunny non possiede l'abilità del salto; quindi Bugs può evitare i nemici solo prendendo percorsi diversi. I livelli sono a scorrimento orizzontale e ci si può spostare da un piano all'altro usando scalinate e porte. Alcuni livelli includono guantoni da box, pozioni dell'invincibilità, casse, casseforti, vasi da fiori e pesi da dieci libbre che potrebbero essere usati nel gioco contro i nemici. Risulta che il gioco abbia un'atmosfera di "puzzle-solving".
Siccome la maggior parte delle cartucce per il NES sono prive dell'abilità di salvare la partita, esistono delle password che possono essere usate per cominciare da livelli più avanzati del gioco.
I nemici usano le seguenti abilità:
- Yosemite Sam: pistole
- Daffy Duck: pugni
- Gatto Silvestro: graffio
- Willy il Coyote: balzo con il coltello

## Differenze tra le versioni
I giochi europei e americani per il NES sono versioni modificate del videogioco giapponese per Famicom Disk System Roger Rabbit. Roger Rabbit è il protagonista del gioco, tutti i cattivi provengono dal film Chi ha incastrato Roger Rabbit e qui bisogna collezionare cuori anziché carote.

## Serie
È seguito da quattro sequel, cominciando con The Bugs Bunny Crazy Castle 2 per Game Boy (1991) e continuando con Bugs Bunny: Crazy Castle 3 (1999) e Bugs Bunny in Crazy Castle 4 (2000) entrambi per il Game Boy Color. Un quinto gioco Crazy Castle fu pubblicato nel 2003 per il Game Boy Advance ma è interpretato da Picchiarello e fu intitolato Woody Woodpecker in Crazy Castle 5. La Kemco, infatti, perse i diritti esclusivi di realizzare le proprietà della Warner Bros. ma guadagnò quelli delle proprietà dell'Universal Studios, tra le quali, il videogioco Universal Studios Theme Parks Adventure.
Altri giochi appartenenti alla serie di Crazy Castle includono Kid Klown in Night Mayor World (1992) e Garfield Labyrinth (1992), quest'ultimo conosciuto in Nord America come The Real Ghostbusters.